# Rosemary Eames
Rosemary Clare Elliott z domu Eames (ur. 1965, zm. 2002 w Brisbane) – australijska pływaczka paraolimpijska bez jednej ręki.
Zdobyła 5 medali na Letnich Igrzyskach Paraolimpijskich 1984. W swojej karierze ponad 20 razy pobiła rekordy świata w pływaniu i dodatkowo 2 na igrzyskach (w tej samej dyscyplinie).

## Życiorys
Eames wychowała się na przedmieściach Sydney w dzielnicy Kingsgrove. W wieku pięciu lat, podczas wakacji w Batemans Bay, spadła ze zjeżdżalni, co spowodowało otwarte złamanie lewej ręki i uszkodzony nadgarstek. Jej rękę złożono i zagipsowano, ale rozwinęła się w niej zgorzel gazowa, przez co kilka tygodni później dłoń i całe przedramię, łącznie z łokciem, trzeba było amputować.
Po zaleczeniu ran, zachęcana przez rodziców, wróciła do gimnastyki i zajęła się baletem jazzowym. Za szczególne osiągnięcia otrzymała od lokalnej społeczności medal Rady Canterbury.
Jej matka Joyce wspominała, że jeszcze przed wypadkiem Rosemary lubiła bawić się i pływać w wodzie. Po wypadku uczono jej początkowo tylko stylu bocznego, ponieważ jej nauczyciele pływania uważali wówczas, że to jedyny styl, który może wykonać osoba z jedną ręką. Po jakimś czasie zmieniła jednak pływalnię i w dzielnicy North Ryde spotkała nauczycielkę, która na własnym przykładzie pokazała jej, jak pływać innymi stylami.
Eames brała udział w szkolnych zawodach ze swoimi pełnosprawnymi rówieśnikami, a następnie awansowała do zawodów okręgowych, gdzie nieustannie dyskwalifikowano ją z wyścigów stylem klasycznym i motylkowym, ponieważ nie kończyła wyścigu dwiema rękami. Jak wspominała w późniejszym wywiadzie, jeszcze przed zawodami mówiono jej wówczas, że zostanie zdyskwalifikowana, ale nie przejmowała się tym, bo chciała po prostu brać udział w zawodach, a nie było wówczas zbyt wielu możliwości rywalizacji dla osób z amputowanymi kończynami.
W 1985 roku, w wieku 20 lat, pracowała jako księgowa dla rządu stanu Nowa Południowa Walia. Odgrywała również aktywną rolę w społeczności jako rzeczniczka New South Wales Amputee Sports Association.
W 1999 roku, wraz z rodziną, Eames przeniosła się do Brisbane, gdzie pracowała w linii lotniczej Qantas.
Zginęła w wypadku samochodowym w 2002 roku w wieku 36 lat. Została pochowana na cmentarzu w Brisbane.

## Kariera pływacka
Eames zaczęła pływać wyczynowo w wieku 14 lat i początkowo rywalizowała w zawodach z pełnosprawnymi pływaczkami.
W 1982 roku reprezentowała Australię na igrzyskach Far East & South Pacific Games & Disabled Olympic Games (FESPIC). Zdobyła tam cztery złote medale i pobiła cztery rekordy świata.
Na Igrzyskach Paraolimpijskich Nowy Jork/Stoke Mandeville w 1984 zdobyła jeden złoty medal w rywalizacji 100 m kobiet stylem klasycznym A6 oraz cztery srebrne medale w konkurencjach: 100 m kobiet stylem grzbietowym A6, 100 m kobiet stylem motylkowym A6, 100 m stylem dowolnym A6 i 200 m kobiet stylem zmiennym A6. Pobiła wówczas dwa rekordy świata i dwa rekordy paraolimpijskie.
W 1985 roku na Canadian National Games for the Physically Disabled zdobyła złote medale na 100 m stylem dowolnym, grzbietowym, klasycznym i motylkowym oraz 200 m stylem zmiennym. Podczas tych zawodów pobiła również rekordy świata w stylu dowolnym, grzbietowym i klasycznym.
W 1986 roku ponownie brała udział w igrzyskach FESPIC. Zdobyła wówczas pięć złotych medali i pobiła dwa rekordy świata.
W sumie w swojej karierze ponad pobiła 20 rekordów świata i 2 rekordy paraolimpijskie. Zdobyła łącznie 10 złotych i 4 srebrne medale w imprezach międzynarodowych.

## Wyróżnienia
- W młodości otrzymała wyróżnienie Canterbury Council Centenary Medal for Achievement za osiągnięcia w dziedzinie gimnastyki[1].
- W 1986 roku Eames otrzymała nagrodę Portfolio Magazine Independent Woman of the Year Award w kategorii sport, którą otrzymała za swoją pracę w stowarzyszeniu New South Wales Amputee Sports Association[1].
- W latach 80. została dożywotnią członkinią Hurstville Amateur Swimming Club[1].
- W 2000 roku otrzymała Australian Sports Medal(inne języki)[4].

## Życie prywatne
W 1988 roku wyszła za mąż za Paula Elliotta, z którym miała troje dzieci: Chloe, Nathana i Alexę.